# Vivere est cogitare
La locuzione latina Vivere est cogitare, tradotta letteralmente, significa Vivere è pensare (Cicerone, Tuscul. disp., 5, 38, 111).
La frase non richiederebbe ulteriori spiegazioni. Può essere interessante notare la somiglianza al famosissimo "Cogito ergo sum" di Cartesio.